# Kannami
Kannami (函南町 Kannami-chō?) es un pueblo en la prefectura de Shizuoka, Japón, localizado en el centro-este de la isla de Honshū, en la región de Chūbu. Tenía una población estimada de 36 607 habitantes el 1 de marzo de 2021 y una densidad de población de 562 personas por km².

## Geografía
Kannami se encuentra en una zona interior del este de la prefectura de Shizuoka, en la base de la península de Izu y en las estribaciones meridionales de las montañas Hakone y las montañas Tanzawa. Limita con las ciudades de Mishima, Atami, Numazu e Izunokuni en Shizuoka, y con los pueblos de Hakone y Yugawara en la prefectura de Kanagawa.

## Historia
Durante el período Edo, toda la provincia de Izu era territorio bajo el control directo del shogunato Tokugawa. Durante la reforma catastral de principios del período Meiji en 1889, se creó la villa de Kannami dentro del distrito de Tagata, en la prefectura de Shizuoka. El 1 de abril de 1962, fue elevado al estado de pueblo.

## Economía
La economía de Kannami se basa principalmente en la agricultura. Los principales productos incluyen fresas, pepinos y productos lácteos. La ciudad también es una comunidad dormitorio para la vecina Mishima.

## Demografía
Según los datos del censo japonés, la población de Kannami ha aumentado en los últimos 50 años.
| Gráfica de evolución demográfica de Kannami entre 1940 y 2015 |
|                                                               |
| Oficina de Estadística de Japón                               |